# 국도 제88호선

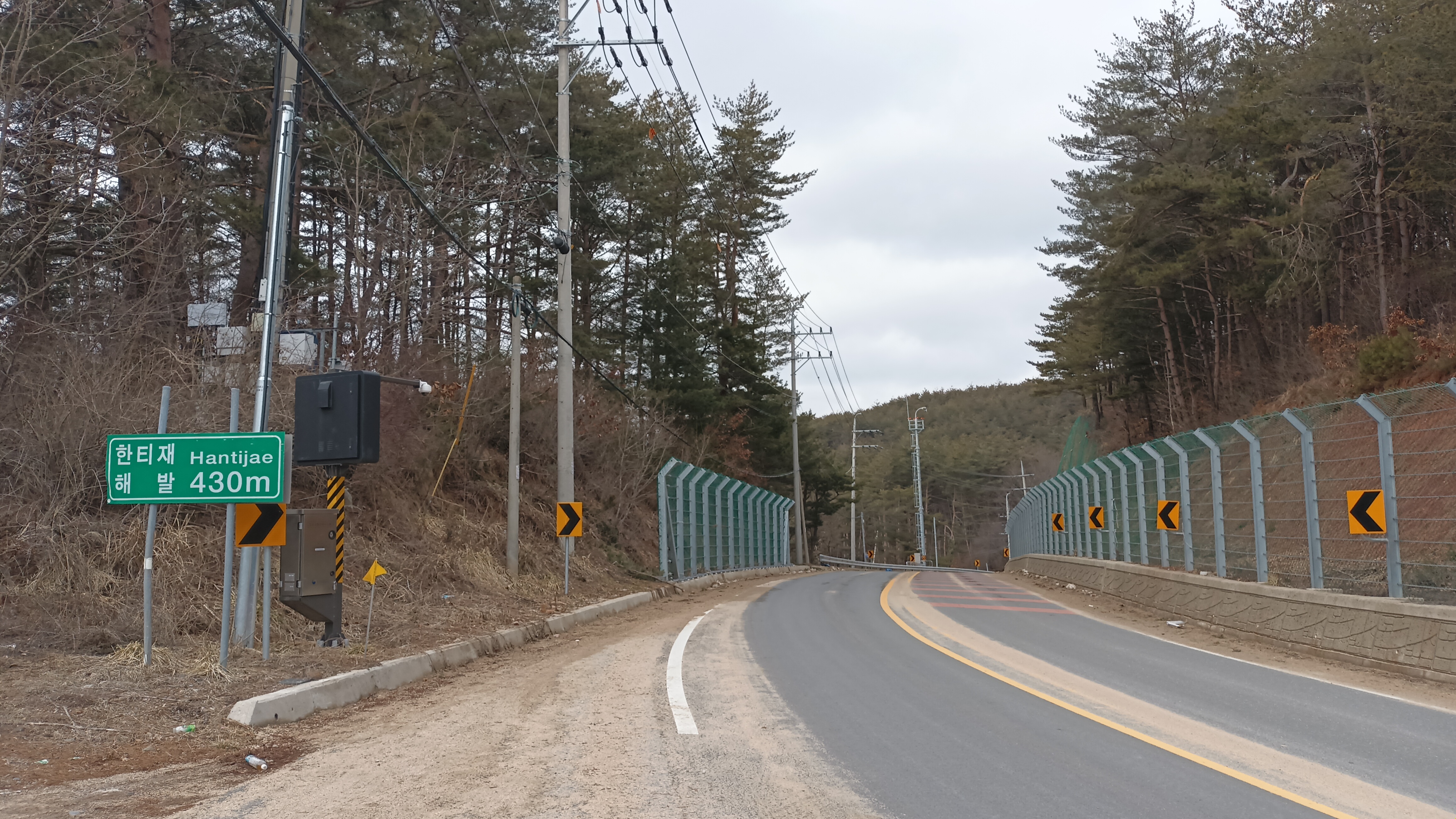
영양군 수비면 한티재의 국도 제88호선

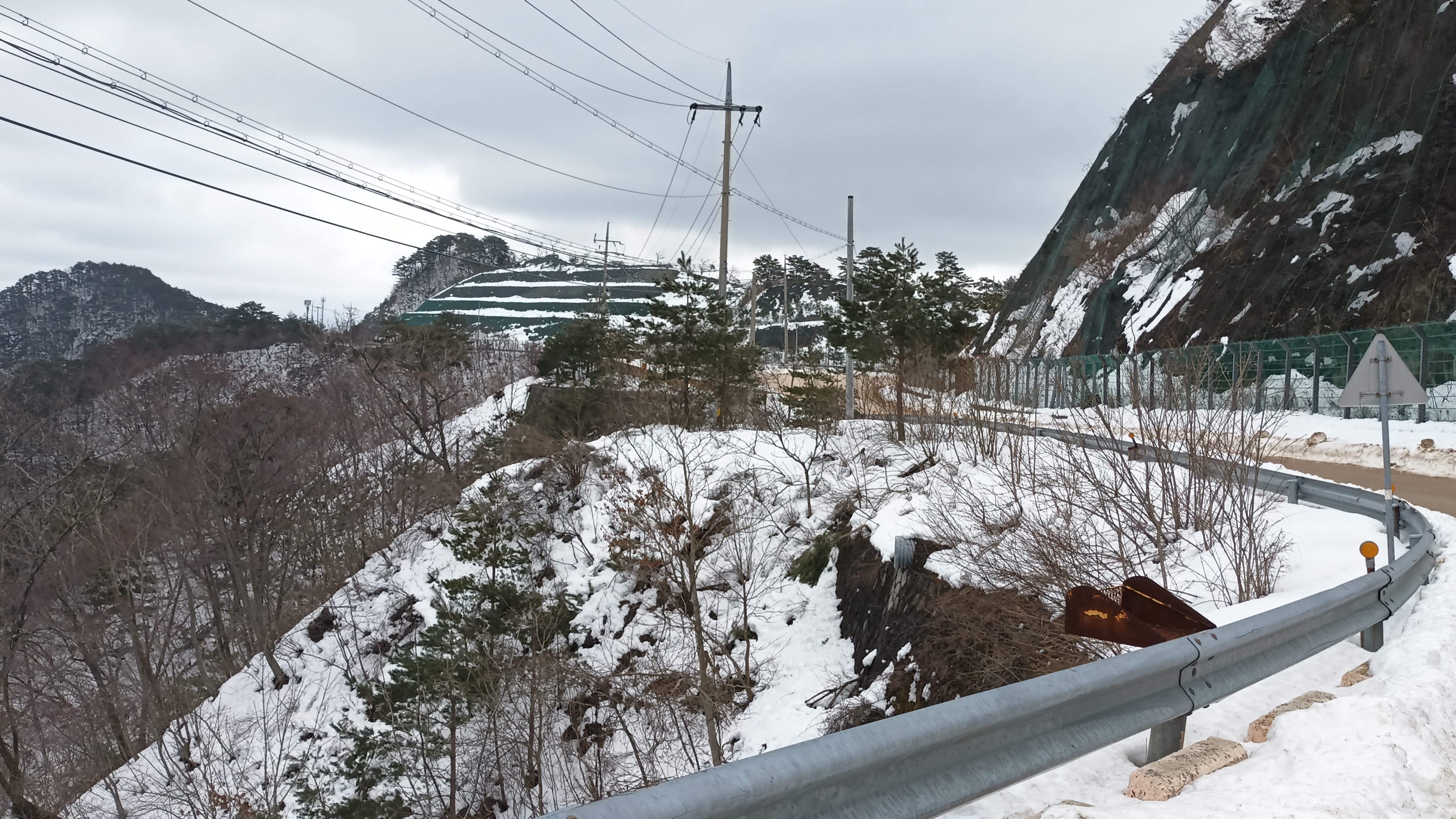
울진군 온정면 외선미리 구주령과 국도 제88호선

국도 제88호선(영양 ~ 울진선, 國道第八十八號 英陽蔚珍線) 또는 88번 국도는 경상북도 영양군 일월면 문암삼거리와 울진군 평해읍 평해삼거리를 연결하는 대한민국의 일반 국도이다. 국도 제82호선이나 67호선과 같이 대한민국의 일반 국도 중 짧은 노선 중 하나이다. 백암온천이 국도상에 있고 영양군과 평해읍를 연결하며 유일하게 전 구간이 왕복 2차로다.

## 역사
- 2001년 8월 25일 : 인근에 국도급 도로가 없는 낙후된 지역에 일반국도를 연결함으로써 해당 지역의 발전을 도모하기 위하여 기존의 지방도 등을 일반국도로 새로이 지정해 국도 제88호선(영양 ~ 울진선) 신설.[1]
- 2024년 12월 27일 : 영양 ~ 평해간 도로(울진군 온정면 선구리 ~ 소태리) 4.9 km 구간 부분 개통

## 구성
- 국도 총연장 38.5km
  - 포장구간 38.5km
  - 비포장구간 0km
  - 왕복 1차선 구간 0km
  - 왕복 2차선 구간 38.5km
  - 왕복 4차선 이상 구간 0km
- 통과 시/군 2개
  - 영양군내(郡內) 구간 14.2km
  - 울진군내 구간 24.3km
- 주요 고개
  - 한티재 최대경사 10%
  - 구주령 최대경사 10%

## 주요 경유지
경상북도
- 영양군
  - 문암삼거리 - (3.6) - 한티재 - (1.3) - 발리삼거리 - (9.3) - 구주령 정상
- 울진군
  - 구주령 정상 - (0.8) - 구주령휴게소(영양방향) - (7.7) - 선구리 - (1.6) - 더티재 - (2.7) - 소태 회전교차로 - (0.7) - 온정교 - (4.6) - 광품1교 - (4.0) - 삼달리 - (2.2) - 평해삼거리 - (0.8) - 평해교차로
- 괄호 안의 숫자는 두 지점 사이의 거리이며 단위는 km이다.

## 노선
| 이름                            | 접속 노선                                      | 소재지                         | 소재지                           | 비고                           |
| 국가지원지방도 제88호선과 직결  | 국가지원지방도 제88호선과 직결                 | 국가지원지방도 제88호선과 직결 | 국가지원지방도 제88호선과 직결   | 국가지원지방도 제88호선과 직결 |
| ------------------------------- | ---------------------------------------------- | ------------------------------ | -------------------------------- | ------------------------------ |
| 문암삼거리                      | 국도 제31호선 국가지원지방도 제88호선 (영양로) | 영양군                         | 일월면                           | 시점                           |
| 한티재                          |                                                | 영양군                         | 수비면                           |                                |
| 수비면행정복지센터 수비초등학교 |                                                | 영양군                         | 수비면                           |                                |
| 발리삼거리                      | 지방도 제917호선 (낙동정맥로)                  | 영양군                         | 수비면                           |                                |
| 본신계곡                        | 본신로                                         | 영양군                         | 수비면                           |                                |
| 구주령                          |                                                | 영양군                         | 수비면                           |                                |
|                                 | 울진군                                         | 온정면                         |                                  |                                |
| 선구리                          | 울진군                                         | 온정면                         | 국가지원지방도 제69호선 (온매로) |                                |
| 온정초등학교 선미분교(폐교)     | 울진군                                         | 온정면                         |                                  |                                |
| 선구교                          | 울진군                                         | 온정면                         | 내선미길                         |                                |
| 더티재                          | 울진군                                         | 온정면                         |                                  |                                |
| 백암온천 (소태 회전교차로)      | 울진군                                         | 온정면                         | 소태로 온천로                    |                                |
| 온정종합터미널                  | 울진군                                         | 온정면                         |                                  |                                |
| (소태2리)                       | 울진군                                         | 온정면                         | 국가지원지방도 제69호선 (온정로) |                                |
| 온정교                          | 울진군                                         | 온정면                         | 소태하암길                       |                                |
| (금천1리)                       | 울진군                                         | 온정면                         | 삼덕로                           |                                |
| 광풍2교 광풍1교                 | 울진군                                         | 온정면                         |                                  |                                |
| 평해전담의용소방대              | 울진군                                         | 평해로                         | 평해읍                           |                                |
| 평해삼거리                      | 울진군                                         | 월송정로                       | 평해읍                           |                                |
| 평해 교차로                     | 울진군                                         | 국도 제7호선 (동해대로)        | 평해읍                           | 종점 영덕 방면 진출입만 가능   |

## 도로명
경상북도
- 영양군 일월면 문암삼거리 ~ 수비면 구주령 : 한티로
- 울진군 온정면 구주령 ~ 평해읍 평해삼거리 : 백암온천로
- 울진군 평해읍 평해삼거리 ~ 평해 교차로 : 월송정로

## 같이 보기
- 국가지원지방도 제88호선 - 영양군에서 접속하여 하남시까지 이어짐.